# Élections législatives de 2022 dans le Rhône
Les élections législatives françaises de 2022 se déroulent les 12 et 19 juin 2022. Dans la circonscription départementale du Rhône, qui regroupe le département du Rhône et la métropole de Lyon, quatorze sièges de députés sont à pourvoir dans le cadre de quatorze circonscriptions.

## Contexte

### Résultats de l'élection présidentielle de 2022 par circonscription
| Circonscription | 1er tour | 1er tour | 1er tour  |         | 2d tour | 2d tour |
| Circonscription | Macron   | Le Pen   | Mélenchon | Macron  | Le Pen  |         |
| --------------- | -------- | -------- | --------- | ------- | ------- | ------- |
| Circonscription |          |          |           |         |         |         |
| 1re             | 30,88 %  | 10,76 %  | 31,54 %   | 77,17 % | 22,83 % |         |
| 2e              | 30,80 %  | 7,23 %   | 34,03 %   | 82,00 % | 18,00 % |         |
| 3e              | 28,94 %  | 9,03 %   | 35,35 %   | 80,61 % | 19,39 % |         |
| 4e              | 36,26 %  | 8,96 %   | 24,05 %   | 79,38 % | 20,62 % |         |
| 5e              | 37,36 %  | 14,70 %  | 17,28 %   | 71,73 % | 28,27 % |         |
| 6e              | 25,83 %  | 11,75 %  | 37,88 %   | 75,98 % | 24,02 % |         |
| 7e              | 24,53 %  | 15,46 %  | 37,54 %   | 68,92 % | 31,08 % |         |
| 8e              | 31,82 %  | 21,70 %  | 16,57 %   | 61,00 % | 39,00 % |         |
| 9e              | 29,77 %  | 24,17 %  | 17,40 %   | 58,12 % | 41,88 % |         |
| 10e             | 34,21 %  | 19,59 %  | 16,08 %   | 64,71 % | 35,29 % |         |
| 11e             | 28,90 %  | 23,84 %  | 19,82 %   | 58,53 % | 41,47 % |         |
| 12e             | 34,52 %  | 14,79 %  | 20,50 %   | 70,89 % | 29,11 % |         |
| 13e             | 28,78 %  | 23,65 %  | 21,21 %   | 59,16 % | 40,84 % |         |
| 14e             | 20,77 %  | 19,35 %  | 40,17 %   | 63,51 % | 36,49 % |         |

## Système électoral
Les élections législatives ont lieu au scrutin uninominal majoritaire à deux tours dans des circonscriptions uninominales.
Est élu au premier tour le candidat qui réunit la majorité absolue des suffrages exprimés et un nombre de voix au moins égal au quart (25 %) des électeurs inscrits dans la circonscription. Si aucun des candidats ne satisfait ces conditions, un second tour est organisé entre les candidats ayant réuni un nombre de voix au moins égal à un huitième des inscrits (12,5 %) ; les deux candidats arrivés en tête du premier tour se maintiennent néanmoins par défaut si un seul ou aucun d'entre eux n'a atteint ce seuil. Au second tour, le candidat arrivé en tête est déclaré élu.
Le seuil de qualification basé sur un pourcentage du total des inscrits et non des suffrages exprimés rend plus difficile l'accès au second tour lorsque l'abstention est élevée. Le système permet en revanche l'accès au second tour de plus de deux candidats si plusieurs d'entre eux franchissent le seuil de 12,5 % des inscrits. Les candidats en lice au second tour peuvent ainsi être trois, un cas de figure appelé « triangulaire ». Les second tours où s'affrontent quatre candidats, appelés « quadrangulaire » sont également possibles, mais beaucoup plus rares.

### Partis et nuances
Les résultats des élections sont publiés en France par le ministère de l'Intérieur, qui classe les partis en leur attribuant des nuances politiques. Ces dernières sont décidées par les préfets, qui les attribuent indifféremment de l'étiquette politique déclarée par les candidats, qui peut être celle d'un parti ou une candidature sans étiquette.
En 2022, seules les coalitions Ensemble (ENS) et Nouvelle Union populaire écologique et sociale (NUP), ainsi que le Parti radical de gauche (RDG), l'Union des démocrates et indépendants (UDI), Les Républicains (LR), le Rassemblement national (RN) et Reconquête (REC) se voient attribuer  une nuance propre,,.
Tous les autres partis se voient attribuer l'une ou l'autre des nuances suivantes : DXG (divers extrême gauche), DVG (divers gauche), ECO (écologiste), REG (régionaliste), DVC (divers centre), DVD (divers droite), DSV (droite souverainiste) et DXD (divers extrême droite). Des partis comme Debout la France ou Lutte ouvrière ne disposent ainsi pas de nuance propre, et leurs résultats nationaux ne sont pas publiés séparément par le ministère, car mélangés avec d'autres partis (respectivement dans les nuances DSV et DXG),.

## Résultats

### Élus
| Circonscription                                                                            | Député sortant            | Parti         | Parti         | Groupe        | Député élu ou réélu      | Parti | Parti      | Groupe |
| ------------------------------------------------------------------------------------------ | ------------------------- | ------------- | ------------- | ------------- | ------------------------ | ----- | ---------- | ------ |
| 1re                                                                                        | Thomas Rudigoz            |               | LREM          | LREM          | Thomas Rudigoz           |       | LREM       | RE     |
| 2e                                                                                         | Hubert Julien-Laferrière* |               | GÉ            | NI            | Hubert Julien-Laferrière |       | GÉ         | ÉCO    |
| 3e                                                                                         | Jean-Louis Touraine**     |               | LREM          | LREM          | Marie-Charlotte Garin    |       | EELV       | ÉCO    |
| 4e                                                                                         | Anne Brugnera             |               | LREM - TdP    | LREM          | Anne Brugnera            |       | LREM - TdP | RE     |
| 5e                                                                                         | Blandine Brocard          |               | LREM          | app. MoDem    | Blandine Brocard         |       | MoDem      | DEM    |
| 6e                                                                                         | siège vacant*             | siège vacant* | siège vacant* | siège vacant* | Gabriel Amard            |       | LFI        | LFI    |
| 7e                                                                                         | Anissa Khedher            |               | LREM          | LREM          | Alexandre Vincendet      |       | LR         | LR     |
| 8e                                                                                         | Nathalie Serre            |               | LR            | LR            | Nathalie Serre           |       | LR         | LR     |
| 9e                                                                                         | Bernard Perrut**          |               | LR            | LR            | Alexandre Portier        |       | LR         | LR     |
| 10e                                                                                        | Thomas Gassilloud         |               | Agir          | AE            | Thomas Gassilloud        |       | Agir       | RE     |
| 11e                                                                                        | Jean-Luc Fugit            |               | LREM          | LREM          | Jean-Luc Fugit           |       | LREM       | RE     |
| 12e                                                                                        | Cyrille Isaac-Sibille     |               | MoDem         | MoDem         | Cyrille Isaac-Sibille    |       | MoDem      | DEM    |
| 13e                                                                                        | Danièle Cazarian**        |               | LREM          | LREM          | Sarah Tanzilli           |       | LREM       | RE     |
| 14e                                                                                        | Yves Blein                |               | LREM          | LREM          | Idir Boumertit           |       | LFI        | LFI    |
| * député élu en 2017 sous l'étiquette LREM** député sortant ne se représentant pas en 2022 |                           |               |               |               |                          |       |            |        |

### Résultats à l'échelle du département

#### Résultats par coalition
| Étiquette politique                                          | Étiquette politique                                          | Étiquette politique                            | Premier tour | Premier tour | Premier tour | Second tour   | Second tour   | Second tour | Total Sièges  | +/-           |
| Étiquette politique                                          | Étiquette politique                                          | Étiquette politique                            | Voix         | %            | Sièges       | Voix          | %             | Sièges      | Total Sièges  | +/-           |
| ------------------------------------------------------------ | ------------------------------------------------------------ | ---------------------------------------------- | ------------ | ------------ | ------------ | ------------- | ------------- | ----------- | ------------- | ------------- |
|                                                              |                                                              | La République en marche (LREM)                 | 87 531       | 14,71        | 0            | 133 349       | 25,24         | 4           | 4             | 7             |
|                                                              | Mouvement démocrate (MoDem)                                  | 46 635                                         | 7,84         | 0            | 74 601       | 14,12         | 2             | 2           | 1             |               |
|                                                              | Agir                                                         | 18 630                                         | 3,13         | 0            | 30 089       | 5,70          | 1             | 1           | Nv            |               |
|                                                              | Fédération progressiste (FP)                                 | 12 562                                         | 2,11         | 0            | 19 524       | 3,70          | 0             | 0           | Nv            |               |
|                                                              | Horizons (H)                                                 | 10 777                                         | 1,81         | 0            | 16 328       | 3,09          | 0             | 0           | Nv            |               |
| Total Ensemble (ENS)                                         | Total Ensemble (ENS)                                         | 176 135                                        | 29,60        | 0            | 273 891      | 51,85         | 7             | 7           | 5             |               |
|                                                              |                                                              | La France insoumise (LFI)                      | 58 738       | 9,87         | 0            | 64 543        | 12,22         | 2           | 2             | 2             |
|                                                              | Europe Écologie Les Verts (EELV)                             | 42 309                                         | 7,11         | 0            | 52 219       | 9,89          | 1             | 1           | 1             |               |
|                                                              | Parti socialiste (PS)                                        | 22 703                                         | 3,82         | 0            | 30 160       | 5,71          | 0             | 0           | en stagnation |               |
|                                                              | Parti communiste français (PCF)                              | 20 462                                         | 3,44         | 0            | 14 489       | 2,74          | 0             | 0           | en stagnation |               |
|                                                              | Génération écologie (GÉ)                                     | 15 232                                         | 2,56         | 0            | 20 847       | 3,95          | 1             | 1           | Nv            |               |
|                                                              | Révolution écologique pour le vivant (REV)                   | 8 771                                          | 1,47         | 0            | 13 057       | 2,47          | 0             | 0           | Nv            |               |
| Total Nouvelle Union populaire écologique et sociale (NUPES) | Total Nouvelle Union populaire écologique et sociale (NUPES) | 168 215                                        | 28,27        | 0            | 195 315      | 36,97         | 4             | 4           | 4             |               |
|                                                              |                                                              | Les Républicains (LR)                          | 89 420       | 15,03        | 0            | 59 041        | 11,18         | 3           | 3             | 1             |
|                                                              | Union des démocrates et indépendants (UDI)                   | 700                                            | 0,12         | 0            |              |               |               | 0           | en stagnation |               |
| Total Union de la droite et du centre (UDC)                  | Total Union de la droite et du centre (UDC)                  | 90 120                                         | 15,15        | 0            | 59 041       | 11,18         | 3             | 3           | 1             |               |
|                                                              | Rassemblement national (RN)                                  | Rassemblement national (RN)                    | 71 300       | 11,98        | 0            |               |               |             | 0             | en stagnation |
|                                                              |                                                              | Reconquête (REC)                               | 22 133       | 3,72         | 0            | 0             | Nv            |             |               |               |
|                                                              | Via, la voie du peuple (VIA)                                 | 7 536                                          | 1,27         | 0            | 0            | en stagnation |               |             |               |               |
|                                                              | Centre national des indépendants et paysans (CNIP)           | 3 031                                          | 0,51         | 0            | 0            | Nv            |               |             |               |               |
|                                                              | Mouvement conservateur (MC)                                  | 1 841                                          | 0,31         | 0            | 0            | Nv            |               |             |               |               |
| Total Reconquête et alliés (REC)                             | Total Reconquête et alliés (REC)                             | 34 541                                         | 5,80         | 0            | 0            | en stagnation |               |             |               |               |
|                                                              | Écologie au centre (ÉAC)                                     | Écologie au centre (ÉAC)                       | 12 073       | 2,03         | 0            | 0             | Nv            |             |               |               |
|                                                              |                                                              | Debout la France (DLF)                         | 4 569        | 0,77         | 0            | 0             | en stagnation |             |               |               |
|                                                              | Les Patriotes (LP)                                           | 2 287                                          | 0,38         | 0            | 0            | Nv            |               |             |               |               |
| Total Union pour la France (UPF)                             | Total Union pour la France (UPF)                             | 6 856                                          | 1,15         | 0            | 0            | en stagnation |               |             |               |               |
|                                                              | Lutte ouvrière (LO)                                          | Lutte ouvrière (LO)                            | 4 783        | 0,80         | 0            | 0             | en stagnation |             |               |               |
|                                                              | Parti animaliste (PA)                                        | Parti animaliste (PA)                          | 4 773        | 0,80         | 0            | 0             | en stagnation |             |               |               |
|                                                              | Dissidents NUPES                                             | Dissidents NUPES                               | 4 112        | 0,69         | 0            | 0             | en stagnation |             |               |               |
|                                                              | Parti radical de gauche (PRG)                                | Parti radical de gauche (PRG)                  | 3 601        | 0,61         | 0            | 0             | en stagnation |             |               |               |
|                                                              | Nouveau Parti anticapitaliste (NPA)                          | Nouveau Parti anticapitaliste (NPA)            | 3 128        | 0,53         | 0            | 0             | en stagnation |             |               |               |
|                                                              | Union des démocrates musulmans français (UDMF)               | Union des démocrates musulmans français (UDMF) | 2 462        | 0,41         | 0            | 0             | Nv            |             |               |               |
|                                                              |                                                              | Gauche républicaine et socialiste (GRS)        | 2 199        | 0,37         | 0            | 0             | Nv            |             |               |               |
| Total Fédération de la gauche républicaine (FGR)             | Total Fédération de la gauche républicaine (FGR)             | 2 199                                          | 0,37         | 0            | 0            | Nv            |               |             |               |               |
|                                                              |                                                              | Mouvement écologiste indépendant (MEI)         | 2 154        | 0,36         | 0            | 0             | en stagnation |             |               |               |
|                                                              | L'Écologie autrement (LÉA)                                   | 39                                             | 0,01         | 0            | 0            | Nv            |               |             |               |               |
| Total Tous unis pour le vivant (TUPV)                        | Total Tous unis pour le vivant (TUPV)                        | 2 193                                          | 0,37         | 0            | 0            | en stagnation |               |             |               |               |
|                                                              | Dissidents Ensemble                                          | Dissidents Ensemble                            | 2 180        | 0,37         | 0            | 0             | Nv            |             |               |               |
|                                                              | Résistons (RES)                                              | Résistons (RES)                                | 1 805        | 0,30         | 0            | 0             | Nv            |             |               |               |
|                                                              | Équinoxe (É)                                                 | Équinoxe (É)                                   | 584          | 0,10         | 0            | 0             | Nv            |             |               |               |
|                                                              |                                                              | Alliance centriste (AC)                        | 479          | 0,08         | 0            | 0             | Nv            |             |               |               |
| Total Les écologistes avec la majorité présidentielle (ÉMP)  | Total Les écologistes avec la majorité présidentielle (ÉMP)  | 479                                            | 0,08         | 0            | 0            | Nv            |               |             |               |               |
|                                                              | Parti ouvrier indépendant démocratique (POID)                | Parti ouvrier indépendant démocratique (POID)  | 193          | 0,03         | 0            | 0             | en stagnation |             |               |               |
|                                                              | Volt France (Volt)                                           | Volt France (Volt)                             | 183          | 0,03         | 0            | 0             | Nv            |             |               |               |
|                                                              | Parti pirate (PP)                                            | Parti pirate (PP)                              | 128          | 0,02         | 0            | 0             | en stagnation |             |               |               |
|                                                              |                                                              | Decidemos (DEC)                                | 83           | 0,01         | 0            | 0             | Nv            |             |               |               |
| Total Convergence RIC (CRIC)                                 | Total Convergence RIC (CRIC)                                 | 83                                             | 0,01         | 0            | 0            | Nv            |               |             |               |               |
|                                                              | Autres partis                                                | Autres partis                                  | 1 509        | 0,25         | 0            | 0             | en stagnation |             |               |               |
|                                                              | Sans étiquette (SE)                                          | Sans étiquette (SE)                            | 1 400        | 0,24         | 0            | 0             | en stagnation |             |               |               |
|                                                              |                                                              |                                                |              |              |              |               |               |             |               |               |
| Suffrages exprimés                                           | Suffrages exprimés                                           | Suffrages exprimés                             | 595 035      | 98,65        |              | 528 247       | 93,50         |             |               |               |
| Votes blancs                                                 | Votes blancs                                                 | Votes blancs                                   | 6 110        | 1,01         | 26 895       | 4,76          |               |             |               |               |
| Votes nuls                                                   | Votes nuls                                                   | Votes nuls                                     | 2 045        | 0,34         | 9 856        | 1,74          |               |             |               |               |
| Total                                                        | Total                                                        | Total                                          | 603 190      | 100          | 0            | 564 998       | 100           | 14          | 14            | en stagnation |
| Abstentions                                                  | Abstentions                                                  | Abstentions                                    | 589 283      | 49,42        |              | 627 731       | 52,63         |             |               |               |
| Inscrits/Participation                                       | Inscrits/Participation                                       | Inscrits/Participation                         | 1 192 473    | 50,58        | 1 192 729    | 47,37         |               |             |               |               |

#### Résultats par nuance
| Nuance                 | Nuance                                         | Nuance                 | Premier tour | Premier tour | Premier tour | Second tour | Second tour   | Second tour | Total Sièges | +/-           |  |
| Nuance                 | Nuance                                         | Nuance                 | Voix         | %            | Sièges       | Voix        | %             | Sièges      | Total Sièges | +/-           |  |
| ---------------------- | ---------------------------------------------- | ---------------------- | ------------ | ------------ | ------------ | ----------- | ------------- | ----------- | ------------ | ------------- |  |
|                        | Ensemble !                                     | ENS                    | 176 135      | 29,60        | 0            | 273 891     | 51,85         | 7           | 7            | 5             |  |
|                        | Nouvelle Union populaire écologique et sociale | NUP                    | 168 215      | 28,27        | 0            | 195 315     | 36,97         | 4           | 4            | 4             |  |
|                        | Les Républicains                               | LR                     | 89 420       | 15,03        | 0            | 59 041      | 11,18         | 3           | 3            | 1             |  |
|                        | Rassemblement national                         | RN                     | 71 300       | 11,98        | 0            |             |               |             | 0            | en stagnation |  |
|                        | Reconquête                                     | REC                    | 34 541       | 5,80         | 0            | 0           | Nv            |             |              |               |  |
|                        | Ecologistes                                    | ECO                    | 18 870       | 3,17         | 0            | 0           | en stagnation |             |              |               |  |
|                        | Droite souverainiste                           | DSV                    | 6 868        | 1,15         | 0            | 0           | en stagnation |             |              |               |  |
|                        | Parti radical de gauche                        | RDG                    | 6 402        | 1,08         | 0            | 0           | en stagnation |             |              |               |  |
|                        | Divers                                         | DIV                    | 5 994        | 1,01         | 0            | 0           | en stagnation |             |              |               |  |
|                        | Divers gauche                                  | DVG                    | 5 216        | 0,88         | 0            | 0           | en stagnation |             |              |               |  |
|                        | Divers extrême gauche                          | DXG                    | 5 124        | 0,86         | 0            | 0           | en stagnation |             |              |               |  |
|                        | Régionaliste                                   | REG                    | 3 892        | 0,65         | 0            | 0           | en stagnation |             |              |               |  |
|                        | Divers droite                                  | DVD                    | 1 190        | 0,20         | 0            | 0           | en stagnation |             |              |               |  |
|                        | Divers centre                                  | DVC                    | 1 168        | 0,20         | 0            | 0           | Nv            |             |              |               |  |
|                        | Union des démocrates et indépendants           | UDI                    | 700          | 0,12         | 0            | 0           | en stagnation |             |              |               |  |
|                        |                                                |                        |              |              |              |             |               |             |              |               |  |
| Suffrages exprimés     | Suffrages exprimés                             | Suffrages exprimés     | 595 035      | 98,65        |              | 528 247     | 93,50         |             |              |               |  |
| Votes blancs           | Votes blancs                                   | Votes blancs           | 6 110        | 1,01         | 26 895       | 4,76        |               |             |              |               |  |
| Votes nuls             | Votes nuls                                     | Votes nuls             | 2 045        | 0,34         | 9 856        | 1,74        |               |             |              |               |  |
| Total                  | Total                                          | Total                  | 603 190      | 100          | 0            | 564 998     | 100           | 14          | 14           | en stagnation |  |
| Abstentions            | Abstentions                                    | Abstentions            | 589 283      | 49,42        |              | 627 731     | 52,63         |             |              |               |  |
| Inscrits/Participation | Inscrits/Participation                         | Inscrits/Participation | 1 192 473    | 50,58        | 1 192 729    | 47,37       |               |             |              |               |  |

### Cartes

Nuance politique des candidats arrivés en tête dans chaque commune au 1er tour.
Nuance politique des candidats arrivés en tête dans chaque commune au 2e tour.

### Résultats par circonscription

#### Première circonscription
Député sortant : Thomas Rudigoz (La République en marche)
| Candidat                 | Candidat                 | Parti et coalition       | Nuance                   | Premier tour | Premier tour | Second tour | Second tour |
| Candidat                 | Candidat                 | Parti et coalition       | Nuance                   | Voix         | %            | Voix        | %           |
| ------------------------ | ------------------------ | ------------------------ | ------------------------ | ------------ | ------------ | ----------- | ----------- |
|                          | Aurélie Gries            | LFI (NUPES)              | NUP                      | 14 654       | 37,75        | 17 452      | 48,14       |
|                          | Thomas Rudigoz           | LREM (ENS)               | ENS                      | 12 792       | 32,96        | 18 803      | 51,86       |
|                          | Voliaria Gagarine        | RN                       | RN                       | 3 617        | 9,32         |             |             |
|                          | Anne Prost               | LR (UDC)                 | LR                       | 3 377        | 8,70         |             |             |
|                          | Sixtine Bonfils          | REC                      | REC                      | 1 529        | 3,94         |             |             |
|                          | Grégory Dayme,           | LREM diss.               | RDG                      | 1 460        | 3,76         |             |             |
|                          | Celina Vuarin-Appa Plaza | RES                      | DVD                      | 478          | 1,23         |             |             |
|                          | Patrick Charron          | PA                       | DIV                      | 470          | 1,21         |             |             |
|                          | Jim Bugni                | LO                       | DXG                      | 320          | 0,82         |             |             |
|                          | Fanny Colombier          | NF                       | DIV                      | 119          | 0,31         |             |             |
|                          |                          |                          |                          |              |              |             |             |
| Votes valides            | Votes valides            | Votes valides            | Votes valides            | 38 816       | 98,82        | 36 255      | 95,51       |
| Votes blancs             | Votes blancs             | Votes blancs             | Votes blancs             | 368          | 0,94         | 1 233       | 3,25        |
| Votes nuls               | Votes nuls               | Votes nuls               | Votes nuls               | 97           | 0,25         | 469         | 1,24        |
| Total                    | Total                    | Total                    | Total                    | 39 281       | 100          | 37 957      | 100         |
| Abstention               | Abstention               | Abstention               | Abstention               | 33 448       | 45,99        | 34 784      | 47,82       |
| Inscrits / participation | Inscrits / participation | Inscrits / participation | Inscrits / participation | 72 729       | 54,01        | 72 741      | 52,18       |

#### Deuxième circonscription
Député sortant : Hubert Julien-Laferrière (Génération écologie, élu en 2017 sous l'étiquette La République en marche)
| Candidat                 | Candidat                 | Parti et coalition       | Nuance                   | Premier tour | Premier tour | Second tour | Second tour |
| Candidat                 | Candidat                 | Parti et coalition       | Nuance                   | Voix         | %            | Voix        | %           |
| ------------------------ | ------------------------ | ------------------------ | ------------------------ | ------------ | ------------ | ----------- | ----------- |
|                          | Hubert Julien-Laferrière | GÉ (NUPES)               | NUP                      | 15 232       | 34,82        | 20 847      | 51,64       |
|                          | Loïc Terrenes            | FP (ENS)                 | ENS                      | 12 562       | 28,72        | 19 524      | 48,36       |
|                          | Myriam Fogel-Jedidi      | LR (UDC)                 | LR                       | 4 077        | 9,32         |             |             |
|                          | Raphaël Arnault          | app. NPA                 | REG                      | 2 980        | 6,81         |             |             |
|                          | Pierre Simon             | REC                      | REC                      | 2 438        | 5,57         |             |             |
|                          | Sylvine Sintès           | RN                       | RN                       | 2 392        | 5,47         |             |             |
|                          | Philippe Prieto,         | PS diss.                 | DVG                      | 1 309        | 2,99         |             |             |
|                          | Adrien Drioli,           | GRS (FGR)                | DVG                      | 1 058        | 2,42         |             |             |
|                          | Karima Aissou            | EAC                      | ECO                      | 606          | 1,39         |             |             |
|                          | Claire Velicitat         | PA                       | ECO                      | 456          | 1,04         |             |             |
|                          | Delphine Briday          | LO                       | DXG                      | 275          | 0,63         |             |             |
|                          | Muhammad Ali             | UDMF                     | DIV                      | 132          | 0,30         |             |             |
|                          | Pascal Coulan            | NF                       | DIV                      | 97           | 0,22         |             |             |
|                          | Delphine Rannou          | POID                     | DXG                      | 86           | 0,20         |             |             |
|                          | Laurent Böhnke           | LEA (TUPV)               | ECO                      | 39           | 0,09         |             |             |
|                          |                          |                          |                          |              |              |             |             |
| Votes valides            | Votes valides            | Votes valides            | Votes valides            | 43 739       | 98,93        | 40 371      | 95,75       |
| Votes blancs             | Votes blancs             | Votes blancs             | Votes blancs             | 345          | 0,78         | 1 289       | 3,06        |
| Votes nuls               | Votes nuls               | Votes nuls               | Votes nuls               | 129          | 0,29         | 504         | 1,20        |
| Total                    | Total                    | Total                    | Total                    | 44 213       | 100          | 42 164      | 100         |
| Abstention               | Abstention               | Abstention               | Abstention               | 29 821       | 40,28        | 31 883      | 43,06       |
| Inscrits / participation | Inscrits / participation | Inscrits / participation | Inscrits / participation | 74 034       | 59,72        | 74 047      | 56,94       |

#### Troisième circonscription
Député sortant : Jean-Louis Touraine (La République en marche)
| Candidat                 | Candidat                 | Parti et coalition       | Nuance                   | Premier tour | Premier tour | Second tour | Second tour |
| Candidat                 | Candidat                 | Parti et coalition       | Nuance                   | Voix         | %            | Voix        | %           |
| ------------------------ | ------------------------ | ------------------------ | ------------------------ | ------------ | ------------ | ----------- | ----------- |
|                          | Marie-Charlotte Garin    | EELV (NUPES)             | NUP                      | 17 767       | 43,39        | 21 105      | 54,79       |
|                          | Sarah Peillon            | LREM (ENS)               | ENS                      | 11 681       | 28,51        | 17 416      | 45,21       |
|                          | Béatrice de Montille     | LR (UDC)                 | LR                       | 3 403        | 8,30         |             |             |
|                          | Gérard Vollory           | RN                       | RN                       | 2 983        | 7,28         |             |             |
|                          | Olivier Delucenay,       | MC                       | REC                      | 1 841        | 4,49         |             |             |
|                          | Jean-François Auzal      | PRG                      | RDG                      | 969          | 2,36         |             |             |
|                          | Valérie Ramos            | EAC                      | ECO                      | 719          | 1,75         |             |             |
|                          | Nicolas Todorovic        | É                        | ECO                      | 584          | 1,43         |             |             |
|                          | Nadège Guillaumont       | PA                       | ECO                      | 380          | 0,93         |             |             |
|                          | Jean-Noël Dudukdjian     | LO                       | DXG                      | 261          | 0,64         |             |             |
|                          | Alexis Geffrault         | UDMF                     | DIV                      | 153          | 0,37         |             |             |
|                          | Anaïs Barrallon          | NPA                      | DXG                      | 148          | 0,36         |             |             |
|                          | Marc Chinal              | NF                       | DIV                      | 87           | 0,21         |             |             |
|                          |                          |                          |                          |              |              |             |             |
| Votes valides            | Votes valides            | Votes valides            | Votes valides            | 40 976       | 99,06        | 38 521      | 95,98       |
| Votes blancs             | Votes blancs             | Votes blancs             | Votes blancs             | 296          | 0,72         | 1 152       | 2,87        |
| Votes nuls               | Votes nuls               | Votes nuls               | Votes nuls               | 94           | 0,23         | 462         | 1,15        |
| Total                    | Total                    | Total                    | Total                    | 41 366       | 100          | 40 135      | 100         |
| Abstention               | Abstention               | Abstention               | Abstention               | 31 076       | 42,90        | 32 322      | 44,61       |
| Inscrits / participation | Inscrits / participation | Inscrits / participation | Inscrits / participation | 72 442       | 57,10        | 72 457      | 55,39       |

#### Quatrième circonscription
Députée sortante : Anne Brugnera (La République en marche - Territoires de progrès)
| Candidat                 | Candidat                 | Parti et coalition       | Nuance                   | Premier tour | Premier tour | Second tour | Second tour |
| Candidat                 | Candidat                 | Parti et coalition       | Nuance                   | Voix         | %            | Voix        | %           |
| ------------------------ | ------------------------ | ------------------------ | ------------------------ | ------------ | ------------ | ----------- | ----------- |
|                          | Anne Brugnera,           | LREM - TdP (ENS)         | ENS                      | 15 566       | 34,10        | 24 338      | 59,13       |
|                          | Benjamin Badouard        | EELV (NUPES)             | NUP                      | 14 479       | 31,72        | 16 824      | 40,87       |
|                          | Pascal Blache            | LR (UDC)                 | LR                       | 7 530        | 16,49        |             |             |
|                          | Véronique Coulais        | RN                       | RN                       | 3 300        | 7,23         |             |             |
|                          | Florence Darbon          | REC                      | REC                      | 2 989        | 6,55         |             |             |
|                          | Nadia Kebir              | EAC                      | ECO                      | 970          | 2,12         |             |             |
|                          | Coralie Laurent          | LO                       | DXG                      | 367          | 0,80         |             |             |
|                          | Malik Benramdane         | UDMF                     | DIV                      | 300          | 0,66         |             |             |
|                          | Juliette Vel             | NF                       | DIV                      | 151          | 0,33         |             |             |
|                          |                          |                          |                          |              |              |             |             |
| Votes valides            | Votes valides            | Votes valides            | Votes valides            | 45 652       | 98,77        | 41 162      | 93,92       |
| Votes blancs             | Votes blancs             | Votes blancs             | Votes blancs             | 402          | 0,87         | 1 465       | 3,34        |
| Votes nuls               | Votes nuls               | Votes nuls               | Votes nuls               | 167          | 0,36         | 1 198       | 2,73        |
| Total                    | Total                    | Total                    | Total                    | 46 221       | 100          | 43 825      | 100         |
| Abstention               | Abstention               | Abstention               | Abstention               | 32 045       | 40,94        | 34 475      | 44,03       |
| Inscrits / participation | Inscrits / participation | Inscrits / participation | Inscrits / participation | 78 266       | 59,06        | 78 300      | 55,97       |

#### Cinquième circonscription
Députée sortante : Blandine Brocard (La République en marche)
| Candidat                 | Candidat                 | Parti et coalition       | Nuance                   | Premier tour | Premier tour | Second tour | Second tour |
| Candidat                 | Candidat                 | Parti et coalition       | Nuance                   | Voix         | %            | Voix        | %           |
| ------------------------ | ------------------------ | ------------------------ | ------------------------ | ------------ | ------------ | ----------- | ----------- |
|                          | Blandine Brocard,        | MoDem (ENS)              | ENS                      | 17 508       | 36,12        | 29 199      | 67,32       |
|                          | Fabrice Matteucci        | PS (NUPES)               | NUP                      | 11 063       | 22,82        | 14 175      | 32,68       |
|                          | Bastien Joint            | LR (UDC)                 | LR                       | 8 449        | 17,43        |             |             |
|                          | Yves Duigou              | RN                       | RN                       | 5 865        | 12,10        |             |             |
|                          | Cédric Le Bel,           | VIA                      | REC                      | 3 058        | 6,31         |             |             |
|                          | Stéphanie Bouard         | EAC                      | ECO                      | 1 442        | 2,97         |             |             |
|                          | Julie Kabil              | PA                       | DIV                      | 542          | 1,12         |             |             |
|                          | Hélène Rivière           | LO                       | DXG                      | 339          | 0,70         |             |             |
|                          | Mohamed Slimani          | UDMF                     | DIV                      | 212          | 0,44         |             |             |
|                          |                          |                          |                          |              |              |             |             |
| Votes valides            | Votes valides            | Votes valides            | Votes valides            | 48 478       | 98,98        | 43 374      | 94,05       |
| Votes blancs             | Votes blancs             | Votes blancs             | Votes blancs             | 382          | 0,78         | 2 033       | 4,41        |
| Votes nuls               | Votes nuls               | Votes nuls               | Votes nuls               | 116          | 0,24         | 713         | 1,55        |
| Total                    | Total                    | Total                    | Total                    | 48 976       | 100          | 46 120      | 100         |
| Abstention               | Abstention               | Abstention               | Abstention               | 41 191       | 45,68        | 44 045      | 48,85       |
| Inscrits / participation | Inscrits / participation | Inscrits / participation | Inscrits / participation | 90 167       | 54,32        | 90 165      | 51,15       |

#### Sixième circonscription
Député sortant : siège vacant, à la suite de la démission le 30 janvier 2022 de Bruno Bonnell (La République en marche).
| Candidat                 | Candidat                 | Parti et coalition       | Nuance                   | Premier tour | Premier tour | Second tour | Second tour |
| Candidat                 | Candidat                 | Parti et coalition       | Nuance                   | Voix         | %            | Voix        | %           |
| ------------------------ | ------------------------ | ------------------------ | ------------------------ | ------------ | ------------ | ----------- | ----------- |
|                          | Gabriel Amard            | LFI (NUPES)              | NUP                      | 16 545       | 41,30        | 20 397      | 55,54       |
|                          | Emmanuelle Haziza        | H (ENS)                  | ENS                      | 10 777       | 26,90        | 16 328      | 44,46       |
|                          | Michèle Morel            | RN                       | RN                       | 4 328        | 10,80        |             |             |
|                          | Katia Buisson            | PRG                      | RDG                      | 2 632        | 6,57         |             |             |
|                          | Pierre Porta,            | VIA                      | REC                      | 1 774        | 4,43         |             |             |
|                          | Zaïr Meziani,            | EAC                      | ECO                      | 720          | 1,80         |             |             |
|                          | Clément Charlieu         | UDI (UDC)                | UDI                      | 700          | 1,75         |             |             |
|                          | Philippe Vieira          | VPP                      | DIV                      | 684          | 1,71         |             |             |
|                          | Jean-Éric Sendé          | LREM diss.               | DVC                      | 526          | 1,31         |             |             |
|                          | Ingrid Roche             | PA                       | ECO                      | 490          | 1,22         |             |             |
|                          | Nadia Bouhami            | LO                       | DXG                      | 347          | 0,87         |             |             |
|                          | Maude Boutayeb           | UDMF                     | DIV                      | 224          | 0,56         |             |             |
|                          | Laura Winkermuller       | Volt                     | REG                      | 183          | 0,46         |             |             |
|                          | Grégoire Privolt         | POID                     | DXG                      | 107          | 0,27         |             |             |
|                          | Paul Ryckaert            | MCAE                     | DIV                      | 28           | 0,07         |             |             |
|                          |                          |                          |                          |              |              |             |             |
| Votes valides            | Votes valides            | Votes valides            | Votes valides            | 40 065       | 98,53        | 36 725      | 94,69       |
| Votes blancs             | Votes blancs             | Votes blancs             | Votes blancs             | 461          | 0,33         | 1 526       | 3,93        |
| Votes nuls               | Votes nuls               | Votes nuls               | Votes nuls               | 136          | 1,13         | 532         | 1,37        |
| Total                    | Total                    | Total                    | Total                    | 40 662       | 100          | 38 783      | 100         |
| Abstention               | Abstention               | Abstention               | Abstention               | 48 901       | 54,60        | 50 805      | 56,71       |
| Inscrits / participation | Inscrits / participation | Inscrits / participation | Inscrits / participation | 89 563       | 45,40        | 89 588      | 43,29       |

#### Septième circonscription
Députée sortante : Anissa Khedher (La République en marche)
| Candidat                 | Candidat                 | Parti et coalition       | Nuance                   | Premier tour | Premier tour | Second tour | Second tour |
| Candidat                 | Candidat                 | Parti et coalition       | Nuance                   | Voix         | %            | Voix        | %           |
| ------------------------ | ------------------------ | ------------------------ | ------------------------ | ------------ | ------------ | ----------- | ----------- |
|                          | Abdelkader Lahmar        | LFI (NUPES)              | NUP                      | 8 476        | 30,99        | 12 896      | 46,56       |
|                          | Alexandre Vincendet      | LR (UDC)                 | LR                       | 6 526        | 23,86        | 14 801      | 53,44       |
|                          | Anissa Khedher           | LREM (ENS)               | ENS                      | 4 728        | 17,29        |             |             |
|                          | Tiffany Joncour          | RN                       | RN                       | 3 108        | 11,36        |             |             |
|                          | Stéphane Gomez,          | PS diss.                 | DVG                      | 1 462        | 5,35         |             |             |
|                          | Geneviève Lucchesi       | REC                      | REC                      | 1 045        | 3,82         |             |             |
|                          | Nordine Gasmi            | SE                       | DIV                      | 539          | 1,97         |             |             |
|                          | Rachid Lounes            | MEI (TUPV)               | ECO                      | 356          | 1,30         |             |             |
|                          | Charlotte Bouhila        | PA                       | ECO                      | 264          | 0,97         |             |             |
|                          | Monia Bouguerra          | UDMF                     | DIV                      | 221          | 0,81         |             |             |
|                          | Thomas Spreux            | LO                       | DXG                      | 214          | 0,78         |             |             |
|                          | Izzet Doganel            | LREM diss.               | DVC                      | 194          | 0,71         |             |             |
|                          | Alain Vachon             | SE                       | DIV                      | 186          | 0,68         |             |             |
|                          | Anna Papa                | AC (ÉMP)                 | DVD                      | 31           | 0,11         |             |             |
|                          |                          |                          |                          |              |              |             |             |
| Votes valides            | Votes valides            | Votes valides            | Votes valides            | 27 350       | 98,63        | 27 697      | 96,13       |
| Votes blancs             | Votes blancs             | Votes blancs             | Votes blancs             | 248          | 0,89         | 799         | 2,77        |
| Votes nuls               | Votes nuls               | Votes nuls               | Votes nuls               | 131          | 0,47         | 316         | 1,10        |
| Total                    | Total                    | Total                    | Total                    | 27 729       | 100          | 28 812      | 100         |
| Abstention               | Abstention               | Abstention               | Abstention               | 43 224       | 60,92        | 42 187      | 59,42       |
| Inscrits / participation | Inscrits / participation | Inscrits / participation | Inscrits / participation | 70 953       | 38,55        | 70 999      | 40,58       |

#### Huitième circonscription
Députée sortante : Nathalie Serre (Les Républicains)
| Candidat                 | Candidat                             | Parti et coalition       | Nuance                   | Premier tour | Premier tour | Second tour | Second tour |
| Candidat                 | Candidat                             | Parti et coalition       | Nuance                   | Voix         | %            | Voix        | %           |
| ------------------------ | ------------------------------------ | ------------------------ | ------------------------ | ------------ | ------------ | ----------- | ----------- |
|                          | Dominique Despras,                   | MoDem (ENS)              | ENS                      | 15 714       | 28,85        | 21 158      | 49,19       |
|                          | Nathalie Serre                       | LR (UDC)                 | LR                       | 11 965       | 21,97        | 21 855      | 50,81       |
|                          | Cécile Bulin                         | PCF (NUPES)              | NUP                      | 10 483       | 19,25        |             |             |
|                          | Antoine Dubois                       | RN                       | RN                       | 8 713        | 16,00        |             |             |
|                          | Marie de Penfentenyo de Kervéréguin, | CNIP                     | REC                      | 3 031        | 5,56         |             |             |
|                          | Pascale Braud                        | GRS (FGR)                | DVG                      | 1 141        | 2,09         |             |             |
|                          | Joël Gaude                           | MEI (TUPV)               | ECO                      | 988          | 1,81         |             |             |
|                          | Valérie Lawo                         | EAC                      | ECO                      | 892          | 1,64         |             |             |
|                          | Mathieu Nové Josserand               | LP (UPF)                 | DSV                      | 752          | 1,38         |             |             |
|                          | Noëlle Pellerins                     | PA                       | ECO                      | 466          | 0,86         |             |             |
|                          | Tristan Teyssier                     | LO                       | DXG                      | 322          | 0,59         |             |             |
|                          |                                      |                          |                          |              |              |             |             |
| Votes valides            | Votes valides                        | Votes valides            | Votes valides            | 54 467       | 98,60        | 43 013      | 90,08       |
| Votes blancs             | Votes blancs                         | Votes blancs             | Votes blancs             | 572          | 1,04         | 3 732       | 7,82        |
| Votes nuls               | Votes nuls                           | Votes nuls               | Votes nuls               | 201          | 0,36         | 1 006       | 2,11        |
| Total                    | Total                                | Total                    | Total                    | 55 240       | 100          | 47 751      | 100         |
| Abstention               | Abstention                           | Abstention               | Abstention               | 49 843       | 47,43        | 57 339      | 54,56       |
| Inscrits / participation | Inscrits / participation             | Inscrits / participation | Inscrits / participation | 105 083      | 52,57        | 105 090     | 45,44       |

#### Neuvième circonscription
Député sortant : Bernard Perrut (Les Républicains)
| Candidat                 | Candidat                 | Parti et coalition       | Nuance                   | Premier tour | Premier tour | Second tour | Second tour |
| Candidat                 | Candidat                 | Parti et coalition       | Nuance                   | Voix         | %            | Voix        | %           |
| ------------------------ | ------------------------ | ------------------------ | ------------------------ | ------------ | ------------ | ----------- | ----------- |
|                          | Alexandre Portier        | LR (UDC)                 | LR                       | 12 885       | 27,64        | 22 385      | 61,51       |
|                          | Ambroise Méjean          | LREM (ENS)               | ENS                      | 10 284       | 22,06        | 14 010      | 38,49       |
|                          | Mylène Dune              | LFI (NUPES)              | NUP                      | 9 437        | 20,24        |             |             |
|                          | Rémi Berthoux            | RN                       | RN                       | 8 500        | 18,23        |             |             |
|                          | Claire De Guernon        | REC                      | REC                      | 2 473        | 5,31         |             |             |
|                          | Élodie Perrichon         | EAC                      | ECO                      | 1 344        | 2,88         |             |             |
|                          | Alexandre Chavanne       | RES                      | REG                      | 729          | 1,56         |             |             |
|                          | Maguy Girerd             | DLF (UPF)                | DSV                      | 506          | 1,09         |             |             |
|                          | Chantal Helly            | LO                       | DXG                      | 308          | 0,66         |             |             |
|                          | Delphine Baïda           | UDMF                     | DIV                      | 148          | 0,32         |             |             |
|                          |                          |                          |                          |              |              |             |             |
| Votes valides            | Votes valides            | Votes valides            | Votes valides            | 46 614       | 98,47        | 36 395      | 89,81       |
| Votes blancs             | Votes blancs             | Votes blancs             | Votes blancs             | 560          | 1,18         | 3 276       | 8,08        |
| Votes nuls               | Votes nuls               | Votes nuls               | Votes nuls               | 164          | 0,35         | 855         | 2,11        |
| Total                    | Total                    | Total                    | Total                    | 47 338       | 100          | 40 526      | 100         |
| Abstention               | Abstention               | Abstention               | Abstention               | 49 308       | 51,02        | 56 127      | 58,07       |
| Inscrits / participation | Inscrits / participation | Inscrits / participation | Inscrits / participation | 96 646       | 48,98        | 96 653      | 41,93       |

#### Dixième circonscription
Député sortant : Thomas Gassilloud (Agir)
| Candidat                 | Candidat                 | Parti et coalition       | Nuance                   | Premier tour | Premier tour | Second tour | Second tour |
| Candidat                 | Candidat                 | Parti et coalition       | Nuance                   | Voix         | %            | Voix        | %           |
| ------------------------ | ------------------------ | ------------------------ | ------------------------ | ------------ | ------------ | ----------- | ----------- |
|                          | Thomas Gassilloud        | Agir (ENS)               | ENS                      | 18 630       | 36,10        | 30 089      | 65,31       |
|                          | Michèle Édery            | PS (NUPES)               | NUP                      | 11 640       | 22,56        | 15 985      | 34,69       |
|                          | Sophie Cruz              | LR (UDC)                 | LR                       | 8 295        | 16,07        |             |             |
|                          | Agnès Marion             | REC                      | REC                      | 5 834        | 11,31        |             |             |
|                          | Gerbert Rambaud          | DLF (UPF)                | DSV                      | 4 063        | 7,87         |             |             |
|                          | Xavier Ulubas            | EAC                      | ECO                      | 1 597        | 3,09         |             |             |
|                          | Fatiha Chanelet          | RES                      | DVD                      | 598          | 1,16         |             |             |
|                          | Sébastien Ruiz           | PA                       | ECO                      | 497          | 0,96         |             |             |
|                          | Gilles Bompard           | LO                       | DXG                      | 448          | 0,87         |             |             |
|                          |                          |                          |                          |              |              |             |             |
| Votes valides            | Votes valides            | Votes valides            | Votes valides            | 51 602       | 98,48        | 46 074      | 93,47       |
| Votes blancs             | Votes blancs             | Votes blancs             | Votes blancs             | 633          | 1,21         | 2 419       | 4,91        |
| Votes nuls               | Votes nuls               | Votes nuls               | Votes nuls               | 162          | 0,31         | 801         | 1,62        |
| Total                    | Total                    | Total                    | Total                    | 52 397       | 100          | 49 294      | 100         |
| Abstention               | Abstention               | Abstention               | Abstention               | 46 997       | 47,28        | 50 121      | 50,42       |
| Inscrits / participation | Inscrits / participation | Inscrits / participation | Inscrits / participation | 99 394       | 52,72        | 99 415      | 49,58       |

#### Onzième circonscription
Député sortant : Jean-Luc Fugit (La République en marche)
| Candidat                 | Candidat                 | Parti et coalition       | Nuance                   | Premier tour | Premier tour | Second tour | Second tour |
| Candidat                 | Candidat                 | Parti et coalition       | Nuance                   | Voix         | %            | Voix        | %           |
| ------------------------ | ------------------------ | ------------------------ | ------------------------ | ------------ | ------------ | ----------- | ----------- |
|                          | Jean-Luc Fugit           | LREM (ENS)               | ENS                      | 14 112       | 30,55        | 25 864      | 64,09       |
|                          | Abdel Yousfi             | PCF (NUPES)              | NUP                      | 9 979        | 21,60        | 14 489      | 35,91       |
|                          | Michel Dulac             | RN                       | RN                       | 9 271        | 20,07        |             |             |
|                          | Paul Vidal               | LR (UDC)                 | LR                       | 6 993        | 15,14        |             |             |
|                          | Charles Ascarino         | REC                      | REC                      | 2 148        | 4,65         |             |             |
|                          | Sophie Spennato          | EAC                      | ECO                      | 1 552        | 3,36         |             |             |
|                          | Pierre-Henri Communal    | LP (UPF)                 | DSV                      | 596          | 1,29         |             |             |
|                          | Alexis Martinon          | PA                       | ECO                      | 413          | 0,89         |             |             |
|                          | Christophe Chirat        | SE                       | DIV                      | 404          | 0,87         |             |             |
|                          | Isabelle Browning        | LO                       | DXG                      | 395          | 0,86         |             |             |
|                          | Moshen Allali            | UDMF                     | DVG                      | 246          | 0,53         |             |             |
|                          | Aude Rossolini           | DEC (CRIC)               | DVD                      | 83           | 0,18         |             |             |
|                          |                          |                          |                          |              |              |             |             |
| Votes valides            | Votes valides            | Votes valides            | Votes valides            | 46 192       | 98,34        | 40 353      | 91,78       |
| Votes blancs             | Votes blancs             | Votes blancs             | Votes blancs             | 607          | 1,29         | 2 697       | 6,13        |
| Votes nuls               | Votes nuls               | Votes nuls               | Votes nuls               | 172          | 0,37         | 915         | 2,08        |
| Total                    | Total                    | Total                    | Total                    | 46 971       | 100          | 43 965      | 100         |
| Abstention               | Abstention               | Abstention               | Abstention               | 49 605       | 51,36        | 52 632      | 54,49       |
| Inscrits / participation | Inscrits / participation | Inscrits / participation | Inscrits / participation | 96 576       | 48,64        | 96 597      | 45,51       |

#### Douzième circonscription
Député sortant : Cyrille Isaac-Sibille (Mouvement démocrate)
| Candidat                 | Candidat                 | Parti et coalition       | Nuance                   | Premier tour | Premier tour | Second tour | Second tour |
| Candidat                 | Candidat                 | Parti et coalition       | Nuance                   | Voix         | %            | Voix        | %           |
| ------------------------ | ------------------------ | ------------------------ | ------------------------ | ------------ | ------------ | ----------- | ----------- |
|                          | Cyrille Isaac-Sibille    | MoDem (ENS)              | ENS                      | 13 413       | 30,70        | 24 244      | 62,92       |
|                          | Jean-François Baudin     | EELV (NUPES)             | NUP                      | 10 063       | 23,03        | 14 290      | 37,08       |
|                          | Jérôme Moroge            | LR (UDC)                 | LR                       | 9 647        | 22,08        |             |             |
|                          | Élodie Annani            | RN                       | RN                       | 4 611        | 10,55        |             |             |
|                          | Olivier Pirra,           | VIA                      | REC                      | 2 704        | 6,19         |             |             |
|                          | Arthur Chambon           | PS diss.                 | RDG                      | 1 341        | 3,07         |             |             |
|                          | Samantha Spennato        | EAC                      | ECO                      | 703          | 1,61         |             |             |
|                          | Céline Beuzit            | PA                       | ECO                      | 475          | 1,09         |             |             |
|                          | Cécile Faurite           | LO                       | DXG                      | 333          | 0,76         |             |             |
|                          | Lucie Carron             | SE                       | ECO                      | 259          | 0,59         |             |             |
|                          | Antoine Heurtel          | PP                       | DIV                      | 128          | 0,29         |             |             |
|                          | David Amsellem           | SE                       | DSV                      | 12           | 0,03         |             |             |
|                          |                          |                          |                          |              |              |             |             |
| Votes valides            | Votes valides            | Votes valides            | Votes valides            | 43 689       | 98,92        | 38 534      | 93,67       |
| Votes blancs             | Votes blancs             | Votes blancs             | Votes blancs             | 351          | 0,79         | 1 887       | 4,59        |
| Votes nuls               | Votes nuls               | Votes nuls               | Votes nuls               | 127          | 0,29         | 718         | 1,75        |
| Total                    | Total                    | Total                    | Total                    | 44 167       | 100          | 41 139      | 100         |
| Abstention               | Abstention               | Abstention               | Abstention               | 38 020       | 46,26        | 41 052      | 49,95       |
| Inscrits / participation | Inscrits / participation | Inscrits / participation | Inscrits / participation | 82 187       | 53,74        | 82 191      | 50,05       |

#### Treizième circonscription
Député sortante : Danièle Cazarian (La République en marche)
| Candidat                 | Candidat                 | Parti et coalition       | Nuance                   | Premier tour | Premier tour | Second tour | Second tour |
| Candidat                 | Candidat                 | Parti et coalition       | Nuance                   | Voix         | %            | Voix        | %           |
| ------------------------ | ------------------------ | ------------------------ | ------------------------ | ------------ | ------------ | ----------- | ----------- |
|                          | Sarah Tanzilli           | LREM (ENS)               | ENS                      | 11 511       | 28,44        | 22 378      | 63,15       |
|                          | Victor Prandt,           | RÉV (NUPES)              | NUP                      | 8 771        | 21,67        | 13 057      | 36,85       |
|                          | Alain Péchereau          | RN                       | RN                       | 8 766        | 21,66        |             |             |
|                          | Gilles Gascon            | LR (UDC)                 | LR                       | 6 273        | 15,50        |             |             |
|                          | Océane Gigarel           | REC                      | REC                      | 2 228        | 5,51         |             |             |
|                          | Christina Perreira       | EAC                      | ECO                      | 831          | 2,05         |             |             |
|                          | Didier Barthès           | MEI (TUPV)               | ECO                      | 810          | 2,00         |             |             |
|                          | Auriane Chomette         | LP (UPF)                 | DSV                      | 484          | 1,20         |             |             |
|                          | Sabrina Briza            | UDMF                     | DIV                      | 429          | 1,06         |             |             |
|                          | Michel Piot              | LO                       | DXG                      | 370          | 0,91         |             |             |
|                          |                          |                          |                          |              |              |             |             |
| Votes valides            | Votes valides            | Votes valides            | Votes valides            | 40 473       | 98,56        | 35 435      | 92,35       |
| Votes blancs             | Votes blancs             | Votes blancs             | Votes blancs             | 444          | 1,08         | 2 159       | 5,63        |
| Votes nuls               | Votes nuls               | Votes nuls               | Votes nuls               | 149          | 0,36         | 775         | 2,02        |
| Total                    | Total                    | Total                    | Total                    | 41 066       | 100          | 38 369      | 100         |
| Abstention               | Abstention               | Abstention               | Abstention               | 47 506       | 53,64        | 50 225      | 56,69       |
| Inscrits / participation | Inscrits / participation | Inscrits / participation | Inscrits / participation | 88 572       | 46,36        | 88 594      | 43,31       |

#### Quatorzième circonscription
Député sortant : Yves Blein (La République en marche)
| Candidat                 | Candidat                 | Parti et coalition       | Nuance                   | Premier tour | Premier tour | Second tour | Second tour |
| Candidat                 | Candidat                 | Parti et coalition       | Nuance                   | Voix         | %            | Voix        | %           |
| ------------------------ | ------------------------ | ------------------------ | ------------------------ | ------------ | ------------ | ----------- | ----------- |
|                          | Idir Boumertit           | LFI (NUPES)              | NUP                      | 9 626        | 35,76        | 13 798      | 56,69       |
|                          | Yves Blein               | LREM (ENS)               | ENS                      | 6 857        | 25,47        | 10 540      | 43,31       |
|                          | Damien Monchau           | RN                       | RN                       | 5 846        | 21,71        |             |             |
|                          | Bruno Attal              | REC                      | REC                      | 1 449        | 5,38         |             |             |
|                          | Camila Salmi             | EAC                      | ECO                      | 697          | 2,59         |             |             |
|                          | Olivier Minoux           | LO                       | DXG                      | 484          | 1,80         |             |             |
|                          | Martin Egron             | LP (UPF)                 | DSV                      | 455          | 1,69         |             |             |
|                          | Mokrane Kessi            | AC (ÉMP)                 | DVC                      | 448          | 1,66         |             |             |
|                          | Farid Omeir              | UDMF                     | DIV                      | 397          | 1,47         |             |             |
|                          | Yalcin Ayvali            | UCIV                     | DIV                      | 343          | 1,27         |             |             |
|                          | Delphine Palluy          | PA                       | ECO                      | 320          | 1,19         |             |             |
|                          |                          |                          |                          |              |              |             |             |
| Votes valides            | Votes valides            | Votes valides            | Votes valides            | 26 922       | 97,67        | 24 338      | 93,04       |
| Votes blancs             | Votes blancs             | Votes blancs             | Votes blancs             | 441          | 1,60         | 1 228       | 4,69        |
| Votes nuls               | Votes nuls               | Votes nuls               | Votes nuls               | 200          | 0,73         | 592         | 2,26        |
| Total                    | Total                    | Total                    | Total                    | 27 563       | 100          | 26 158      | 100         |
| Abstention               | Abstention               | Abstention               | Abstention               | 48 298       | 63,67        | 49 734      | 65,53       |
| Inscrits / participation | Inscrits / participation | Inscrits / participation | Inscrits / participation | 75 861       | 36,33        | 75 892      | 34,47       |